# 奥村莉子
奥村 莉子（おくむら りこ、1996年（平成8年）9月29日 - ）は、三重テレビ放送 (MTV) のアナウンサー。

## 経歴
三重県津市出身。三重大学教育学部附属中学校、三重県立津高等学校を卒業後、慶應義塾大学商学部に進学。大学4年間、慶應義塾放送研究会に所属。また、大学1年だった2015年に津クイーンに選ばれる。後に日テレイベントコンパニオンに選ばれ、2016年4月から2017年3月まで日本テレビOha!4 NEWS LIVEの女子大生企画レポーターを務める。卒業後、2019年に三重テレビ放送に入社。
2023年9月には四日市市内のショッピングセンターで単独のトークショーを開催した。

## 人物
愛犬は体重10キロのトイプードル（デカプーで、名前はレオ）で、自身のInstagramアカウントでほぼ毎回愛犬のことを投稿している。

## 現在の出演番組
- 三重テレビニュースウィズ
- Mieライブ　木曜メインキャスター（2021年4月1日‐2021年7月1日）→水・木曜メインキャスター（2021年7月7日‐2022年3月31日）→木・金メインキャスター（2022年4月1日-）
- 志摩スペイン村＋（2021年3月～）
- 県政だよりみえ（2021年1月～）
- こうちゃんとあそぼう（2021年4月～）
- エムっとくんとおどろう（2023年7月～）
- 白石大祐のゴルフchot GTP By こりん編（2023年7月～）

## 過去の出演番組

### 学生時代
テレビ
- Oha!4 NEWS LIVE （日本テレビ、2016年4月 - 2017年3月）- 女子大生リポーター

### 三重テレビ入社以降
- 開局50周年特別番組「映像で綴る三重の平成史」（2019年4月28日）
- ええじゃないか。ふれあい旅「風を感じるふれあい旅　(前編・後編）」三重テレビ制作
- まんなか直送便（三重テレビ担当分　2020年4月～2021年3月）
- キチキチキッチン　スタジオ生キッチン（2021年4月～毎月木曜日）